# Großer Rapsstängelrüssler

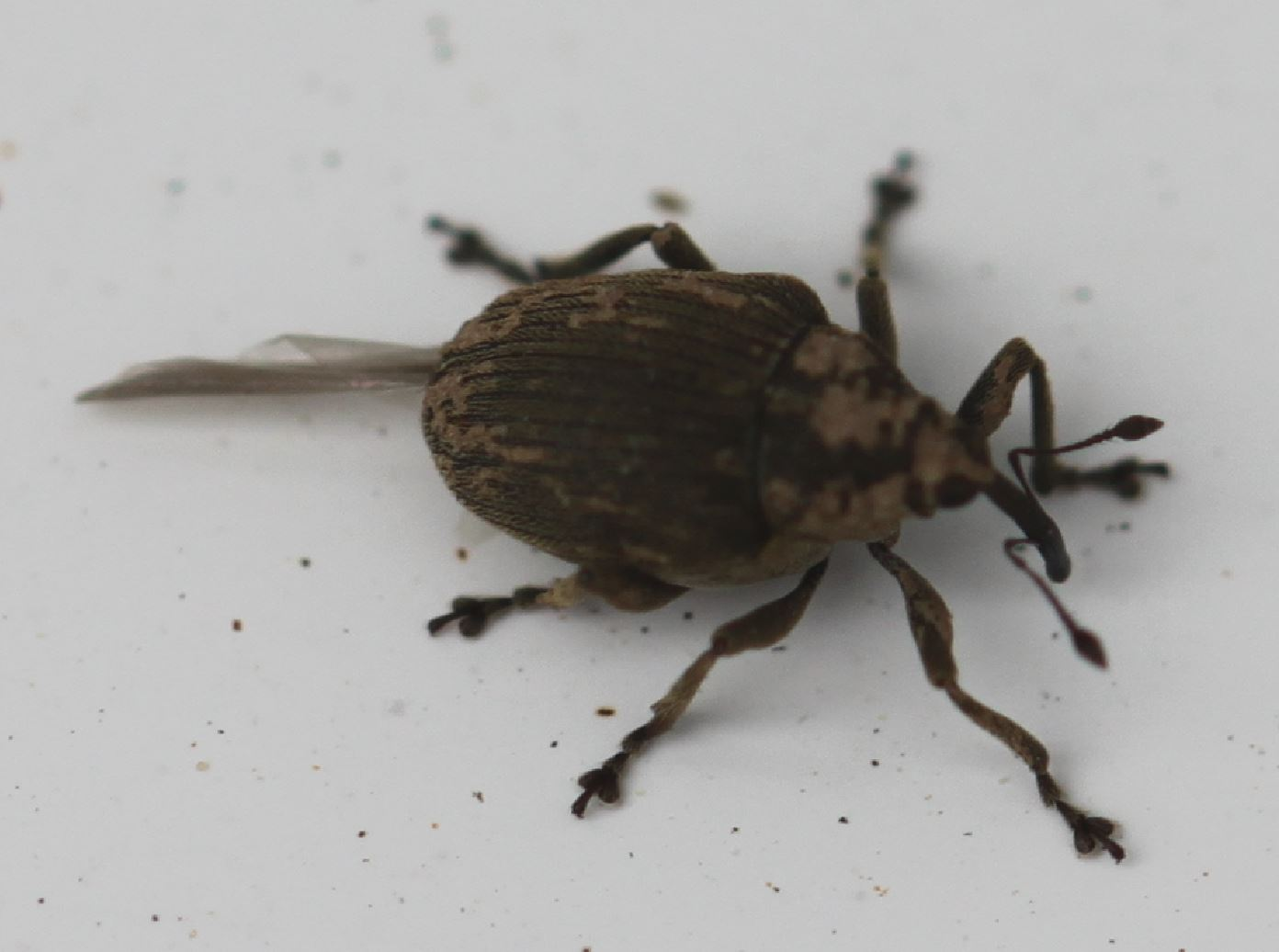

Der Große Rapsstängelrüssler oder Große Kohltriebrüssler (Ceutorhynchus napi) ist ein Käfer der Familie der Rüsselkäfer (Curculionidae).

## Merkmale
Die Käfer werden 3,3 bis 4 Millimeter lang und haben dunkel- und hellgrau gefärbte Körper, wobei sie komplett mit grauen Schuppen bedeckt sind.
Die Larven werden ca. sieben Millimeter lang, sind gelblich weiß gefärbt und haben einen dunklen Kopf, der bei älteren Tieren gelbbraun wird. Auf der Oberseite der Kopfkapsel tragen sie eine charakteristische Borste.

## Vorkommen
Die Tiere kommen in Mittel-, Süd-, dem Süden von Nordeuropa und in der Türkei vor. Im Vereinigten Königreich ist er unbekannt. Auch in bestimmten Regionen Norddeutschlands (Schleswig-Holstein) oder im Westlichen Westfalen ist er nicht oder selten zu finden.

## Biologie
Die Larven fressen auf Kreuzblütengewächsen (Brassicaceae), besonders auf Winterraps (Brassica napus), Gemüsekohl (Brassica oleracea), Winterkresse (Barbarea vulgaris), Knoblauchsrauke (Alliaria petiolata) und Brunnenkresse (Nasturtium officinale).
Der Große Rapsstängelrüssler ist einer der ersten, schon im März erscheinenden Rüsselkäfer. Bei 6 °C Bodentemperatur schlüpft er aus dem Boden, wo er im Kokon überwintert hat. Zu einer Massenzuwanderung des Großen Rapsstängelrüsslers in die Rapsfelder kommt es aber erst bei Temperaturen von 12 °C. Er fliegt neue Futterpflanzen an und die Weibchen legen nach sehr kurzem Reifungsfraß ihre Eier einzeln in die Pflanzenstängel ab. Die Eiablage erfolgt relativ nahe an der Terminalknospe. Rapspflanzen mit Stängeln von unter 20 cm werden bevorzugt. Sollte der Haupttrieb der Rapspflanzen länger sein, so erfolgt die Eiablage in die jungen Seitentriebe. Aus den Eier entwickeln sich nach 1–2 Wochen die Larven, die im Stängelmark der Pflanzen minieren. Die Larven durchlaufen drei Larvenstadien innerhalb von 3–5 Wochen. Ende Mai/Anfang Juni sind die Larven bereit zur Verpuppung. Dazu fressen sie ein Loch ins Pflanzengewebe und lassen sich auf den Boden fallen. Die Larven graben sich etwa 3 cm tief in den Boden ein und verpuppen sich dort in einem Erdkokon. Sie überwintern im Erdkokon bis zum nächsten Frühjahr.

## Schaden
Der Fraßschaden des Großen Rapsstängelrüsslers an Blättern ist eher unbedeutend, im Gegensatz zur Eiablage der Weibchen, wo besonders im Winterraps erhebliche Schäden entstehen können. Auf leichten Böden können die Ertragseinbußen in trockenen Jahren beträchtlich sein. Ertragsreduktionen in Höhe von 25–30 % sind möglich. Durch den Reiz der Eiablage entstehen Missbildungen des Stängels, die der Länge nach aufreißen und umknicken können. Dies geschieht vor allem bei nachfolgenden Frösten oder bei reichlichen Niederschlägen nach Trockenperioden. Neben diesen Verletzungen bieten auch die Einbohrlöcher bei der Eiablage der Weibchen Eintrittspforten für pilzliche Schaderreger wie die Wurzelhals- und Stängelfäule (Phoma lingam).

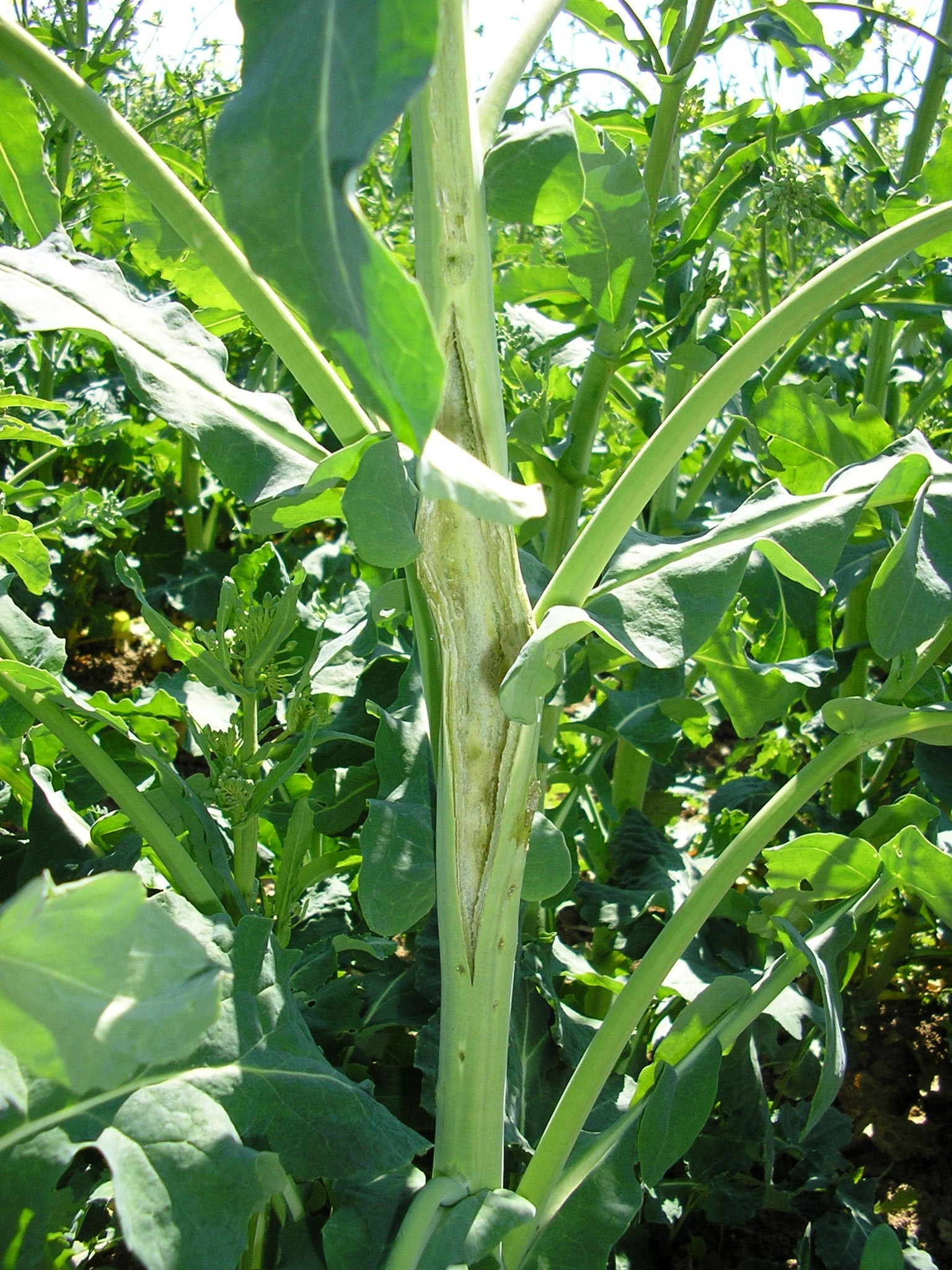
Schadbild des Großen Rapsstängelrüsslers an Raps

## Bekämpfung
Eine chemische Bekämpfung des Rapstängelrüsslers durch Einsatz von Insektiziden aus der Gruppe der Pyrethroide ist üblich. Sie ist aber nur dann ökonomisch sinnvoll, wenn der Bekämpfungsrichtwert für die Art erreicht ist. Der Bekämpfungsrichtwert beruht auf der Anzahl der gefangenen Rapsstängelrüssler in der Gelbschale.
Neben der chemischen Bekämpfung ist das Auftreten von natürlichen Gegenspielern von Bedeutung. Der Parasitoid Tersilochus fulvipes legt seine Eier in die Larven des Rapsstängelrüsslers und trägt damit zur Reduktion der Population im folgenden Kulturjahr bei.
Ebenfalls von Bedeutung sind räuberische Laufkäfer-Arten (Carabidae), die die Larven des Rapsstängelrüsslers fressen, sobald diese aus den Rapspflanzen abwandern und sich auf den Boden fallen lassen, um sich dort zu verpuppen.
Die räuberischen Larven der Fliegenart Phaonia trimaculata Bouche stellen den Larven des Rapsstängelrüsslers nach und fressen sie innerhalb des Rapsstängels.

## Gefährdung
Die Art gilt in Deutschland als ungefährdet.

## Synonyme
Gelegentlich findet man auch die Schreibweisen Ceuthorrchynchus und Ceuthorhynchus, aber das sind Schreibfehler.